# Nikolas Maes
Nikolas Maes (Courtrai, 9 de abril de 1986) es un ciclista belga que fue profesional entre 2007 y 2020.
Tras competir desde 2017 en el Lotto Soudal, en 2020 se retiró y pasó a ejercer labores de director deportivo en el mismo equipo.

## Palmarés
2005
- GP Joseph Bruyère

2006
- Circuito de Valonia

2009
- 1 etapa de la Vuelta a Burgos[2]

2013
- World Ports Classic

## Resultados en Grandes Vueltas
Durante su carrera deportiva consiguió los siguientes puestos en las Grandes Vueltas. 
| Carrera | Carrera         | 2007 | 2008 | 2009 | 2010  | 2011  | 2012  | 2013 | 2014  | 2015  | 2016 | 2017 | 2018 | 2019 | 2020 |
| ------- | --------------- | ---- | ---- | ---- | ----- | ----- | ----- | ---- | ----- | ----- | ---- | ---- | ---- | ---- | ---- |
|         | Giro de Italia  | —    | —    | —    | —     | —     | 106.º | —    | —     | —     | —    | —    | —    | —    | —    |
|         | Tour de Francia | —    | —    | —    | —     | —     | —     | —    | —     | —     | —    | —    | —    | —    | —    |
|         | Vuelta a España | —    | —    | —    | 132.º | 151.º | —     | —    | 111.º | 107.º | —    | —    | —    | —    | —    |

—: no participa 

Ab.: abandono 